# Deivid de Souza
Deivid de Souza (Nova Iguaçu, 18 de outubro de 1979) é um treinador e ex-futebolista brasileiro que atuava como centroavante. Atualmente está sem clube.

## Carreira
Caçula de sete filhos, Deivid perdeu o pai aos 3 meses, vítima de hipotermia. Estudou só até a primeira série e tinha de ajudar em casa vendendo churrasquinho, milho e pipoca na rua.

### Nova Iguaçu
Aos 9 anos, foi aprovado no Barcelona, mas só ficou dois meses, indo para o Nova Iguaçu, onde ficou do infantil ao júnior, de 1999 a 2001. Lá se destacou, com 87 gols em 148 jogos (base e profissional), e foi transferido para o Joinville de Santa Catarina.

### Joinville e Santos
Em 1999, foi para o Joinville, onde se destacou na Copa São Paulo. Pelo clube, fez 21 gols em 28 jogos, conseguindo uma boa média de 0,7 gols por jogo no clube. Após um bom estadual, foi para os juniores do Santos, a custo zero. No primeiro semestre de 2001, ele foi titular da equipe terceira colocada no Paulista daquele ano, jogando 28 vezes e marcando 10 gols. Pelo clube, fez 58 jogos e 17 gols, em sua primeira passagem.

### Corinthians
Em 2001, o jogador, na época com 22 anos, acertou com o Corinthians.
Em 2002, conquistou o Torneio Rio-São Paulo e a Copa do Brasil. Foi artilheiro desta última, com 13 gols, a maior artilharia em uma mesma edição da Copa do Brasil na época, marca superada apenas por Fred (14 gols, em 2005, pelo Cruzeiro). No entanto, como o time mineiro não ganhou aquela edição, é Deivid o maior artilheiro campeão de uma Copa do Brasil.
A semifinal da competição nacional foi contra o São Paulo, tendo o Corinthians ganhado na ida por 2 a 0, ambos de Deivid. Na volta, o São Paulo abriu 2 a 0 (Reinaldo e Kaká), mas Deivid fez novamente para o Corinthians, fechando a classificação por 3 a 2 no agregado.
A final foi contra o surpreendente Brasiliense. Em 8 de maio, pelo primeiro jogo, aos 8 minutos do segundo tempo, Deivid abre o placar para o Corinthians, que sofre o empate sete minutos depois. Aos 34 minutos, marca seu segundo gol no jogo, que terminou em 2 a 1.
Em 12 de maio, foi campeão do Torneio Rio-São Paulo, sobre o São Paulo.
Em 15 de maio, em Brasília, um empate por 1 a 1 confirmou o bicampeonato do Coringão na Copa do Brasil, vencedor em agregado de 3 a 2. O gol corinthiano foi feito por Deivid, aos 20 minutos do segundo tempo, igualando o placar da volta. Assim, foi o único marcador do seu time nos dois jogos da semi e nos dois jogos da final, com seis gols feitos nestas quatro partidas.
Também se destacou como vice-campeão do Campeonato Brasileiro de 2002. Pelo Corinthians, Deivid fez 99 jogos e 37 gols.
Teve como treinadores Vanderlei Luxemburgo (2001) e Carlos Alberto Parreira (2002).

### Cruzeiro e Bordeaux
Em 2003, após ficar dois anos no Corinthians (mesmo período que atuou pelo Santos), transferiu-se para o Cruzeiro, trabalhando novamente com Vanderlei Luxemburgo. Nesse único ano na Toca da Raposa, venceu a Tríplice Coroa Nacional: Mineiro, Copa do Brasil e Brasileirão. Na final da Copa do Brasil, marcou o primeiro gol do triunfo por 3 a 1 sobre o Flamengo, pela volta, feito no primeiro minuto de jogo.
Marcou 15 gols em 18 jogos e, depois de seis meses, foi vendido ao Bordeaux, da França, por 5,1 milhões de dólares, ficando aproximadamente um ano no clube europeu.

### Santos
Após passar pelo Bordeaux, acertou sua volta ao futebol brasileiro novamente no Santos. Tornou-se peça importante no time comandado por Vanderlei Luxemburgo (que o comandava do banco de reservas pela terceira vez), tendo conquistado o Campeonato Brasileiro de 2004, em que marcou 22 gols, sendo vice-artilheiro do certame (em empate com outros três jogadores, incluso Robinho, também do Santos).
Fez 28 gols em 69 jogos em sua segunda passagem pelo alvinegro praiano.

### Sporting
Em 2005, foi transferido para o Sporting Clube de Portugal e se manteve no clube por até 2006. Curiosamente, disputou a titularidade com Liédson, jogador que lhe sucedeu no Corinthians após sua saída em 2003.

### Fenerbahçe
Em 2006, Deivid foi vendido ao Fenerbahçe, onde permaneceu até 2010, vencendo um campeonato turco e duas supercopas. Em destaque, um belo gol de fora da área contra o Chelsea, em jogo da Liga dos Campeões da UEFA de 2007–08, pela qual marcou cinco gols.
Em 18 de agosto de 2010, rescindiu o contrato com o Fenerbahçe.

### Flamengo
Após a rescisão de contrato com o Fenerbahçe, Deivid foi contratado pelo Flamengo. Tornou-se titular no time, que lutou contra o rebaixamento no Campeonato Brasileiro de 2010, apesar de não ter frequentado a zona de descenso uma única rodada.
Em 2011, sagrou-se campeão do Campeonato Carioca (vencendo os dois turnos: Taça Guanabara e Taça Rio). Foi seu único título pelo Flamengo e o quinto sob o comando de Luxemburgo. Marcou cinco gols na campanha.
No memorável Santos 4–5 Flamengo, em 2011, perdeu um gol em frente à trave vazia (o placar estava desfavorável em 2 a 0), mas também fez o gol que empatou o primeiro tempo (3 a 3), não comemorando em consideração ao ex-clube. Pelo Campeonato Brasileiro daquele ano, o Fla ficou em quarto lugar, sendo Deivid o artilheiro do time na competição, com 15 gols. 
Em 2012, Deivid perdeu um "gol feito" contra o Vasco da Gama, em uma partida válida pela semifinal da Taça Guanabara (vitória vascaína por 2 a 1).
No dia 31 de agosto de 2012, Deivid acertou sua rescisão contratual. A sua saída do clube ocorreu depois de dois anos de altos e baixos, alternando entre a titularidade e a reserva. 
Em sua passagem pelo rubro-negro carioca, Deivid fez 31 gols em 97 jogos e foi o artilheiro do clube em 2011, com 21 gols, empatado com Thiago Neves e Ronaldinho Gaúcho.

### Coritiba
Após rescindir contrato com o Flamengo, Deivid assinou, em 2012, um contrato de três anos com o Coritiba. Seu primeiro gol foi contra o Atlético-GO. 
Em 27 de fevereiro de 2014, Deivid rescindiu seu contrato com o Coxa alegando falta de pagamento dos direitos de imagens. Pelo Coritiba, foram 18 gols em 45 jogos. 
Venceu um título Paranaense, em 2013, o décimo primeiro título em sua carreira, sendo o terceiro estadual.

### Aposentadoria
No dia 2 de abril de 2014, aos 34 anos, Deivid anunciou sua aposentadoria como jogador de futebol. Com isso, acabou frustrando os planos do Botafogo, que tinha a intenção de contratá-lo. O ex-atacante declarou que planejava seguir no futebol, mas como treinador.

## Carreira como auxiliar

### Flamengo
No dia 23 de julho de 2014, Deivid foi contratado junto ao técnico Vanderlei Luxemburgo, para ser auxiliar técnico do Flamengo. Em 5 de abril de 2015, teve seu primeiro jogo como técnico do Flamengo, substituindo Luxemburgo, que tinha sido punido pela FFERJ com dois jogos de suspensão. Sob o seu comando o Flamengo venceu o Fluminense por 3 a 0, em jogo válido pela 15ª rodada da Taça Guanabara, também valendo pela última rodada do Torneio Super Clássicos, o que garantiu a vaga nas semifinais do Carioca e o título do Super Clássicos. No seu segundo jogo no comando do time poderia ter saído como campeão da Taça Guanabara de 2015, porém, empatou com o Nova Iguaçu em 0 a 0, pela última rodada, e com a vitória botafoguense de 1 a 0 sobre Macaé, Deivid e o Fla ficaram com o vice.
A partir de 14 de abril dividiu a função de auxiliar junto a Jayme de Almeida, até a sua saída.

### Cruzeiro
Deivid acompanhou Vanderlei quando o mesmo foi para o Cruzeiro, mantendo-se como auxiliar. Seu primeiro jogo no novo time aconteceu em 3 de junho de 2015, em partida do Brasileirão contra o seu ex-clube, o Flamengo. O Cruzeiro venceu por 1 a 0. Após a demissão de Vanderlei Luxemburgo, Deivid assumiu o time interinamente e foi convidado pela diretoria para assumir o cargo de assistente técnico no clube. Como interino, Deivid comandou a equipe na vitória por 2 a 1 contra a Ponte Preta, em Campinas.

## Carreira como treinador

### Cruzeiro
Em dezembro de 2015, com a saída de Mano Menezes, o Cruzeiro anunciou que Deivid seria efetivado como técnico da equipe, sendo auxiliado por Pedrinho, ex-jogador do Vasco da Gama.
Em janeiro de 2015, Deivid participou do programa Bem, Amigos!, do SporTV, e revelou ser adepto dos sistemas 4-2-3-1 e 3-4-3, além de exaltar o período em que foi comandado pelo saudoso treinador espanhol Luis Aragonés. Na ocasião, o ex-atacante declarou:
| “ | Já vinha me preparando (para ser técnico) desde 2007 quando fui para o Fenerbahçe, trabalhei com Aragonés, que foi campeão da Euro 2008 e foi em 2009 para o nosso time. Como sou muito curioso, fiquei ali tentando entender o que ele fez com a Espanha e foi muito rico de informação. Em todos os treinos ia ali escrevendo, anotando, e pegava para mim e ficava estudando. | ” |

Em sua primeira coletiva oficial, durante a apresentação em 2016, afirmou que 40% do elenco teria que ser composto por jogadores oriundos da base.
O treinador declarou também:
| “ | Me preparei pra isso. Estou pronto. Não tenho dúvida nenhuma que o trabalho vai ser bem feito e que nós vamos ter um grande prêmio no final da temporada. Acho que nós temos que ganhar todas as competições que temos pra disputar. O Cruzeiro é grande, temos que pensar em ganhar, nunca em só disputar. Quem trabalha aqui tem que pensar grande, pensar em conquista. Quem sempre foi vencedor, sempre teve sangue de vencedor, nunca vai perder isso | ” |

### Criciúma
Logo no inicio de 2017, acertou com o Criciúma. No entanto, após três derrotas nas três primeiras rodadas da Série B, Deivid foi demitido no dia 30 de maio, sendo substituído por Luís Carlos Winck.

## Estatísticas
Atualizadas até 19 de fevereiro de 2014

### Como jogador
| Clube             | Temporada         | Campeonato nacional | Campeonato nacional | Copa nacional[a] | Copa nacional[a] | Competições continentais[b] | Competições continentais[b] | Outros torneios[c] | Outros torneios[c] | Total | Total |
| Clube             | Temporada         | Jogos               | Gols                | Jogos            | Gols             | Jogos                       | Gols                        | Jogos              | Gols               | Jogos | Gols  |
| ----------------- | ----------------- | ------------------- | ------------------- | ---------------- | ---------------- | --------------------------- | --------------------------- | ------------------ | ------------------ | ----- | ----- |
| Flamengo          | 2010              | 18                  | 4                   | —                | —                | —                           | —                           | —                  | —                  | 18    | 4     |
| Flamengo          | 2011              | 33                  | 15                  | 3                | 1                | 2                           | 0                           | 15                 | 5                  | 53    | 21    |
| Flamengo          | 2012              | 7                   | 0                   | —                | —                | 7                           | 2                           | 12                 | 4                  | 26    | 6     |
| Flamengo          | Total             | 58                  | 19                  | 3                | 1                | 9                           | 2                           | 27                 | 9                  | 97    | 31    |
| Coritiba          | 2012              | 13                  | 8                   | —                | —                | —                           | —                           | —                  | —                  | 12    | 8     |
| Coritiba          | 2013              | 17                  | 5                   | 3                | 0                | 0                           | 0                           | 10                 | 5                  | 29    | 10    |
| Coritiba          | 2014              | 0                   | 0                   | 0                | 0                | 0                           | 0                           | 3                  | 0                  | 3     | 0     |
| Coritiba          | Total             | 30                  | 13                  | 3                | 0                | 0                           | 0                           | 13                 | 5                  | 45    | 18    |
| Total na carreira | Total na carreira | 88                  | 32                  | 6                | 1                | 9                           | 2                           | 40                 | 14                 | 142   | 49    |

- a. ^ Jogos da Copa do Brasil
- b. ^ Jogos da Copa Sul-Americana e Copa Libertadores da América
- c. ^ Jogos do Campeonato Carioca

### Como treinador
| Anos      | Clube    | Jogos | Vitórias | Empates | Derrotas | Aproveitamento |
| --------- | -------- | ----- | -------- | ------- | -------- | -------------- |
| 2015      | Flamengo | 2     | 1        | 1       | 0        | 66.67%         |
| 2015–2016 | Cruzeiro | 19    | 12       | 5       | 2        | 71.93%         |
| 2017      | Criciúma | 28    | 10       | 6       | 12       | 42.86%         |
| 2015–2017 | Total    | 49    | 23       | 12      | 14       | 55.1%          |

## Títulos
Corinthians
- Copa do Brasil: 2002
- Torneio Rio-São Paulo: 2002
- Campeonato Paulista: 2003

Cruzeiro
- Campeonato Mineiro: 2003
- Copa do Brasil: 2003
- Campeonato Brasileiro: 2003

Santos
- Campeonato Brasileiro: 2004

Fenerbahçe
- Campeonato Turco: 2006–07
- Supercopa da Turquia: 2007 e 2009

Flamengo
- Campeonato Carioca: 2011
- Taça Guanabara: 2011
- Taça Rio: 2011

Coritiba
- Campeonato Paranaense: 2013

### Artilharias
- Copa do Brasil: 2002 (13 gols)
- Artilharia do Flamengo no ano: 2011 (21 gols)

### Títulos como auxiliar-técnico
Flamengo
- Super Series: 2015
- Torneio Super Clássicos: 2015